# Biểu đồ Hertzsprung-Russell
Trong thiên văn học sao, biểu đồ Hertzsprung-Russell (thường được viết tắt là biểu đồ H-R) là biểu đồ thể hiện các sao thành các điểm trên 2 tọa độ, trong đó trục tung thường là độ sáng tuyệt đối hay độ trưng và trục hoành thường là chỉ số màu hay nhiệt độ bề mặt. Biểu đồ này cho phép phân loại sao và theo dõi sự tiến hóa của sao. Biểu đồ này được vẽ lần đầu, khoảng năm 1910, bởi Ejnar Hertzsprung và Henry Norris Russell.

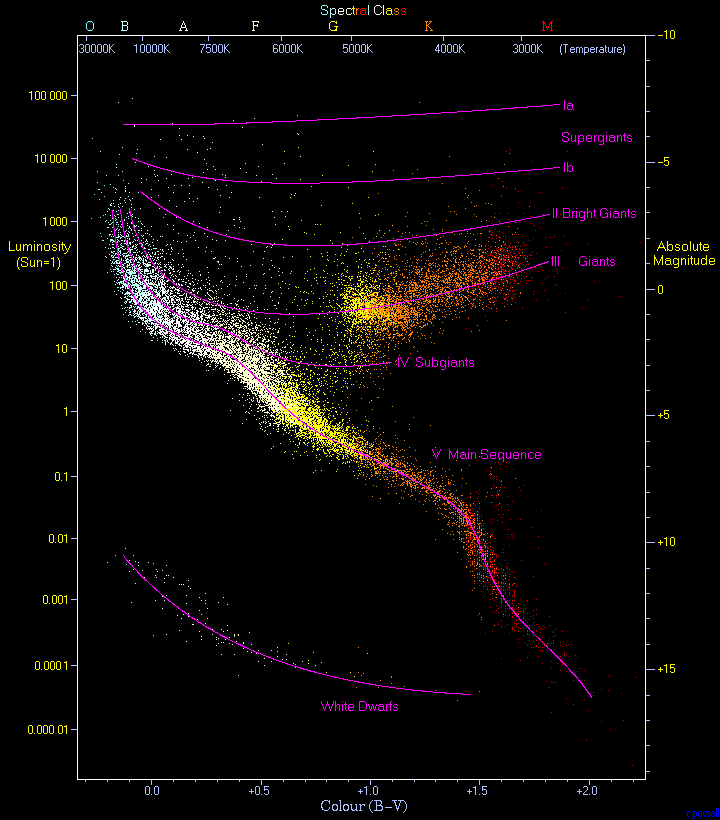
Hertzsprung-Russell sơ đồ của http: //www.atlasof theuniverse.com/hr.html Richard Powell với sự cho phép. 22 000 sao được vẽ từ Danh mục Hipparcos và 1000 từ Danh mục Gliese của các ngôi sao lân cận. Kiểm tra sơ đồ cho thấy các ngôi sao có xu hướng chỉ rơi vào một số vùng nhất định trên sơ đồ. Phần lớn nhất là đường chéo, đi từ phía trên bên trái (nóng và sáng) đến phía dưới bên phải (mát hơn và ít sáng hơn), được gọi là dãy chính. Ở phía dưới bên trái là nơi tìm thấy sao lùn trắng và phía trên dãy chính là các subgiant, red giant và supergiant. Mặt trời được tìm thấy trên dãy chính ở độ sáng 1 (độ lớn tuyệt đối 4,8) và nhiệt độ 5780K (kiểu quang phổ G2).

Có hai dạng thể hiện biểu đồ này, dạng dành cho người quan sát, và dạng kia dành cho các nhà lý thuyết. Các nhà quan sát vẽ biểu đồ này với các sao là các điểm có hai tọa độ chỉ số màu và độ sáng tuyệt đối. Các tọa độ này có thể được suy ra trực tiếp từ quan sát. Các nhà lý thuyết thể hiện các sao trên biểu đồ là các điểm ứng với tọa độ nhiệt độ và độ trưng. Các giá trị này phải tính toán dựa vào các mô hình vật lý về các ngôi sao. Các mô hình thường khá phức tạp, phụ thuộc vào tuổi của sao và thành phần hóa học của sao. Tham khảo Sekiguchi and Fukugita, cho một ví dụ để chuyển chỉ số màu B-V sang nhiệt độ.
Với biểu đồ H-R, các nhà thiên văn học có thể thấy rõ sự phân loại ở sao, và so sánh lý thuyết về sự tiến hóa của sao với những gì quan sát được.
Đa số các sao, trong đó có Mặt Trời nằm ở dải trung tâm trong biểu đồ, vắt chéo từ phía trên bên trái (nóng và sáng) xuống phía dưới bên phải (lạnh và tối), gọi là dãy chính. Ngoài dãy chính, bên trái phía dưới là các sao lùn trắng,
phía trên là các sao đỏ khổng lồ và sao siêu khổng lồ. Mặt Trời
nằm trong dãy chính với độ trưng 1 (độ sáng tuyệt đối khoảng 5), và nhiệt độ 5400K, thuộc phân loại sao G2.